# Кормянков Гнат Федорович
Гнат Федорович Кормянков (січень 1906, місто Могильов, тепер Білорусь — ?) — радянський партійний діяч, секретар Кам'янець-Подільського обласного комітету КП(б)У.

## Біографія
Народився в січні 1906 року.
Член ВКП(б) з 1928 року. Перебував на відповідальній партійній роботі.
З червня 1938 до січня 1939 року — помічник відповідального організатора відділу керівних партійних органів ЦК КП(б)У.
З квітня 1939 року — завідувач організаційно-інструкторського відділу Кам'янець-Подільського обласного комітету КП(б)У.
13 травня — липень 1941 року — секретар Кам'янець-Подільського обласного комітету КП(б)У із транспорту.
З липня 1941 року служив у Червоній армії на політичній роботі, учасник німецько-радянської війни. Служив у політичному управління Південно-Західного фронту, потім — на ремонтному заводі № 83 Головного артилерійського управління Червоної армії. На 1944 рік — заступник командира із політичної частини 18-го окремого штурмового стрілецького батальйону 19-го стрілецького корпусу 43-ї армії 1-го Прибалтійського фронту. У 1945 році — партійний організатор артилерійського арсеналу № 1 в місті Балаклії Харківської області.
З серпня 1946 по листопад 1948 року — заступник секретаря Сумського обласного комітету КП(б)У із промисловості — завідувач промислового відділу Сумського обласного комітету КП(б)У.
Подальша доля невідома.

## Звання
- капітан

## Нагороди
- орден Вітчизняної війни ІІ ст. (10.10.1944)
- орден Трудового Червоного Прапора (27.04.1944)
- медаль «За перемогу над Німеччиною у Великій Вітчизняній війні 1941—1945 рр.» (1945)
- медалі